# 高橋ひろ ベスト・コレクション
高橋ひろ ベスト・コレクション（たかはしひろ ベスト・コレクション）は高橋ひろのベスト・アルバム。

## 内容
高橋ひろの没後にして初となるベスト・アルバム。ポニーキャニオンのかつての子会社であったメディア・レモラス在籍時の楽曲を中心に収録した。ポニーキャニオン社の所属アーティストの作品を集めたベスト・コレクションシリーズでの発売ながら、シリーズの他のタイトルと異なり「HISTORY 1993-1995」のサブタイトルが冠され、メディア・レモラス時代の高橋ひろ制作担当であった池畑伸人の監修によるオリジナル・1/2インチ・マスターからのリマスタリング盤ということで同社の高橋ひろに対する意識の高さが窺える。また、単なるリマスタリングに留まらず未発表の音源(別ヴァージョンなど)も収録されている。

## 収録曲
全作曲：高橋ひろ
1. いつも上機嫌
作詞：藤井青銅・高橋ひろ　編曲：高浪敬太郎
シングルヴァージョンをベースとしている。アルバム、シングル共にフェードアウトで終わっていたが、今回の収録曲はフェードアウトしないヴァージョン。
2. 君じゃなけりゃ意味ないね
作詞：高橋ひろ　編曲：長谷川智樹
3. タンブリンマン
作詞：高橋ひろ　編曲：高浪敬太郎
いつも上機嫌と同じくフェードアウトしないヴァージョンで収録。
4. ランチタイム グッドバイ
作詞：小倉めぐみ・高橋ひろ　編曲：高浪敬太郎
「太陽がまた輝くとき」のカップリング曲。
5. 夜明けのページボーイ
作詞・編曲：高橋ひろ
6. ことほぎ
作詞：藤井青銅・高橋ひろ　編曲：中山努
7. ごめんねまくら
作詞・編曲：高橋ひろ
8. パティオでドッキリ
作詞・コーラスアレンジ：高橋ひろ　編曲：高浪敬太郎
9. 勝ったも同然
作詞・編曲：高橋ひろ（ストリングス・ホーンアレンジ：長谷川智樹）
10. ともしび
作詞・編曲：高橋ひろ（ストリングスアレンジ：長谷川智樹）
11. イリュージョン
作詞・編曲：高橋ひろ（ストリングスアレンジ：長谷川智樹）
12. ホワイトジーンズ
作詞・編曲：高橋ひろ（ストリングス・ホーンアレンジ：長谷川智樹）
アルバム「new horizon」での次曲「新世界」とのクロスフェード処理をする前の段階のマスターを使用している。
13. しあわせのパイロット
作詞・編曲：高橋ひろ（ストリングス・ホーンアレンジ：河合代介）
プロモーション用DJ COPY盤のために制作された、アルバム・シングルのどちらとも違うヴァージョンで収録。
14. 太陽がまた輝くとき (シングルヴァージョン)
作詞・編曲：高橋ひろ
シングル・バージョンは、アルバム初収録。
15. アンバランスなKissをして (シングルヴァージョン)
作詞：山田ひろし　編曲：高橋ひろ
シングル・バージョンは、アルバム初収録。